# Hauteroche (Jura)
Hauteroche – gmina we Francji, w regionie Burgundia-Franche-Comté, w departamencie Jura. W 2013 roku liczba ludności na terenie obecnej gminy wynosiła 978 mieszkańców. 
Gmina została utworzona 1 stycznia 2016 roku z połączenia trzech wcześniejszych gmin: Crançot, Granges-sur-Baume oraz Mirebel. Siedzibą gminy została miejscowość Crançot.